# Portal otvorenih podataka EU-a
Portal otvorenih podataka EU-a pristupna je točka javnim podacima koje su objavile institucije, agencije i ostala tijela EU-a. Dopuštena je uporaba tih podataka u komercijalne ili nekomercijalne svrhe. 
Portal je ključni instrument strategije EU-a o otvorenim podatcima. Jednostavnim i slobodnim pristupom podacima povećava se njihova inovativna uporaba i gospodarski potencijal. Još jedan cilj portala povećati je transparentnost i odgovornost institucija i ostalih tijela EU-a.

## Pravna osnova i pokretanje portala
Portal je pokrenut u prosincu 2012. Službeno je uspostavljen Odlukom Komisije od 12. prosinca 2011. (2011/833/EU) o ponovnoj uporabi dokumenata Komisije u cilju poticanja dostupnosti i ponovne uporabe podataka. 
Na temelju te odluke sve institucije EU-a pozvane su na objavu informacija, kao što su otvoreni podaci, kako bi ih stavile na raspolaganje javnosti kad god je to moguće. 
Operativno upravljanje portalom u nadležnosti je Ureda za publikacije Europske unije. Međutim, provedba EU-ove politike otvorenih podataka u nadležnosti je Glavne uprave za komunikacijske mreže, sadržaje i tehnologije (GU CONNECT) Europske komisije.

## Značajke
S pomoću kataloga zajedničkih metapodataka korisnici portala mogu pretraživati, istraživati, povezivati, preuzimati i jednostavno upotrebljavati podatke u komercijalne ili nekomercijalne svrhe. Putem portala korisnici mogu pristupiti podacima objavljenima na web-mjestima raznih institucija, agencija i ostalih tijela EU-a.  
Semantičke tehnologije nude nove funkcije. Pretraživanje kataloga metapodataka moguće je s pomoću interaktivne tražilice (na kartici „Podaci”) i upitima na temelju jezika SPARQL (na kartici „Povezani podaci”). 
Korisnici mogu prijaviti da određeni podaci nedostaju te dati povratne informacije o kvaliteti dostupnih podataka.

Sučelje je dostupno na 24 službena jezika EU-a, no većina metapodataka trenutačno je dostupna na ograničenom broju jezika (engleski, francuski i njemački). Određeni metapodaci (npr. nazivi pružatelja podataka i zemljopisna pokrivenost) dostupni su na 24 jezika.

## Uvjeti uporabe
Na većinu podataka dostupnih putem Portala otvorenih podataka EU-a odnosi se Pravna obavijest dostupna na portalu Europa. Uporaba podataka u načelu je besplatna neovisno o tome upotrebljavaju li se oni u komercijalne ili nekomercijalne svrhe, uz uvjet da se navede njihov izvor. Posebni uvjeti uporabe uglavnom u pogledu zaštite privatnosti podataka i intelektualnog vlasništva odnose se na malu količinu podataka. Poveznica na te uvjete dostupna je za svaki skup podataka. 

## Dostupni podaci
Portal sadržava cijeli niz vrlo vrijednih otvorenih podataka iz različitih područja politike, uključujući gospodarstvo, zapošljavanje, znanost, okoliš i obrazovanje. Važnost tih podataka potvrđena je u Povelji otvorenih podataka skupine G8. 
Dosad je oko 70 institucija, tijela ili službi EU-a (npr. Eurostat, Europska agencija za okoliš, Zajednički istraživački centar i ostale glavne uprave Europske komisije i agencije EU-a) stavilo na raspolaganje svoje podatke, što je ukupno više od 11 700 skupova podataka.
Portal isto tako sadržava galeriju aplikacija i katalog vizualizacija (objavljen u ožujku 2018). 
U galeriji aplikacija korisnici mogu pronaći aplikacije koje se temelje na podacima EU-a, a koje su razvile institucije, agencije ili druga tijela EU-a ili treće strane. Aplikacije se prikazuju ne samo zbog njihove informativne vrijednosti, već i kao primjer kakve se aplikacije mogu proizvesti na temelju ponuđenih podataka. 

Katalog vizualizacija sadržava zbirku alata za vizualizaciju podataka te vizualizacije za osposobljavanje i višekratnu uporabu namijenjene osobama različitog stupnja poznavanja podatkovne vizualizacije, od početnika do stručnjaka.

## Arhitektura portala
Izgradnja portala temelji se na rješenjima otvorenog koda poput sustava za upravljanje sadržajem Drupal i programa za upravljanje podacima CKAN, koji je razvila organizacija Open Knowledge Foundation. Kao baza podataka na temelju standarda RDF služi Virtuoso, a kao krajnja točka SPARQL.
Katalog metapodataka temelji se na međunarodnim standardima, kao što su rječnici Dublin Core, Data Catalogue Vocabulary (DCAT-AP) i Asset Description Metadata Schema (ADMS).

## Vanjske poveznice
- Izvor podataka objavljenih na Portalu otvorenih podataka EU-a
- Odluka Komisije od 12. prosinca 2011. (2011/833/EU)
- Služba Portala otvorenih podataka EU-a
- Pretraživanje podataka u katalogu Portala otvorenih podataka EU-a
- Pravna obavijest
- Povelja otvorenih podataka skupine G8
- Galerija aplikacija koje se temelje na podacima Europske unije
- Katalog vizualizacija Portala otvorenih podataka EU-a